# Газимурский Завод
Газиму́рский Заво́д — село, административный центр Газимуро-Заводского района Забайкальского края, Россия.

## География
Село расположено на правом берегу реки Газимур, в 340 километрах к востоку от Читы, в 90 километрах к юго-востоку от ближайшей железнодорожной станции Сретенск.

## История
В 1778 году был пущен в эксплуатацию Газимурский сереброплавильный завод для переплавки руд Ильдиканского и Тайнинского месторождений, вокруг завода образовался посёлок, названный как и завод — Газимурским. С 1779 года посёлок был центром Газимурской волости. Завод действовал до 1846 года.
В 1851 году в Газимурском Заводе располагался штаб первой пешей бригады Забайкальского казачьего войска. В 1905 году созданы группы РСДРП, в 1917 году — Совет и волостной ревком.
В 2012 году было открыто движение поездов по новой железнодорожной ветке от станции Борзя до Газимурского завода, построенной для разработки ряда крупных полиметаллических месторождений. Однако по состоянию на 2014 год ветка пришла в негодность, но по новому проекту, в 2017 году ветка заработает в режиме подъездного пути горнодобывающих предприятий.  По состоянию на 2022 год, вблизи села активно работает одноимённая железнодорожная станция, конечный пункт железной дороги Борзя  — Газимурский Завод.
11 сентября 2014 года авиакомпанией «Аэросервис» был выполнен первый (технический) с 1994 года рейс в село, во время которого была проверена взлётно-посадочная полоса. Для перевозки пассажиров был приобретëн новый L-410, рассчитанный на перевозку 19 человек. В январе 2024 года перевозчик – компания «Аэросервис» – приостановил выполнение полëтов в Газимурский Завод, мотивировав решение несогласие с размером субсидии, выделяемой из бюджета для покрытие части расходов.

## Население
| 1939 | 1959  | 1989  | 2002  | 2010  | 2021  |
| ---- | ----- | ----- | ----- | ----- | ----- |
| 2907 | ↗2929 | ↘2497 | ↘2465 | ↗2657 | ↘2451 |

## Топографические карты
- Лист карты M-50-V Газимурский Завод. Масштаб: 1 : 200 000. Указать дату выпуска/состояния местности.